# Paco Soler
Francisco Manuel „Paco” Soler Atencia (ur. 5 marca 1970 w Palmie) – hiszpański piłkarz i trener piłkarski. Przez całą swoją karierę był zawodnikiem RCD Mallorca.
Był członkiem kadry olimpijskiej na Letnich Igrzyskach Olimpijskich 1992 w Barcelonie, wraz z którą zdobył złoty medal, pokonując w finale reprezentację Polski 2:3.